# Teoría de números multiplicativa
La teoría de números multiplicativa es un subcampo de la teoría analítica de números que trata con números primos y con cuestiones relacionadas con la factorización y la divisibilidad. El enfoque suele estar en desarrollar fórmulas aproximadas para contar estos objetos en varios contextos. El teorema de los números primos es un resultado clave en este tema. En la Clasificación de Temas de Matemáticas la teoría de números multiplicativos figura con la codificación 11Nxx.

## Alcance
La teoría de números multiplicativos se ocupa principalmente de estimaciones asintóticas de funciones aritméticas. Históricamente, el tema ha estado dominado por el teorema de los números primos, primero por los intentos de probarlo y luego por mejoras en el término de error. La función suma de divisores que estima el orden promedio de la función divisor d(n) y el problema del círculo de Gauss que estima el orden promedio del número de representaciones de un número como suma de dos cuadrados también son problemas clásicos, y de nuevo el foco está en mejorar las estimaciones de error.
La distribución de números primos entre clases residuales modulares de un entero es un área de investigación activa. El teorema de Dirichlet sobre progresiones aritméticas muestra que hay una infinidad de primos en cada clase de residuos coprimos, y el teorema de los números primos para progresiones aritméticas muestra que los primos están asintóticamente equidistribuidos entre las clases de residuos. El teorema de Bombieri-Vinográdov da una medida más precisa de qué tan uniformemente se distribuyen. También hay mucho interés en el tamaño del primo más pequeño en una progresión aritmética; el teorema de Linnik da una estimación.
Los números primos gemelos, es decir, que existe una infinidad de primos p tales que p+2 también es primo, es objeto de investigación activa. El teorema de Chen muestra que hay una infinidad de primos p tales que p+2 es primo o es el producto de dos primos.

## Métodos
Los métodos pertenecen principalmente a la teoría analítica de números, pero los métodos elementales, especialmente los métodos de criba, también son muy importantes. Los grandes cribados y las sumas exponenciales generalmente se consideran parte de la teoría de números multiplicativa.
El teorema de los números primos está estrechamente relacionado con el comportamiento de la función zeta de Riemann y la hipótesis de Riemann, y estos temas se estudian tanto desde el punto de vista de la teoría de números como del análisis complejo.

## Textos estándar
Una gran parte de teoría analítica de números trata de problemas multiplicativos, por lo que la mayoría de sus textos contienen secciones sobre la teoría de los números multiplicativos. En la bibliografía que aparece al final del artículo figuran algunos textos muy conocidos que tratan específicamente de problemas multiplicativos.